# حمزه نادری
حمزه نادری جودوکار وزن ۱۰۰+ کیلوگرم تیم ملی ایران است.
در بازیهای پاراآسیایی ۲۰۱۲ دوحه قطر با شکست ورزشکارانی از کشورهای چین، تایلند، کره جنوبی و مالزی به مقام قهرمانی و گردنآویز طلا دست یافت.
در پارالمپیک تابستانی ۲۰۱۲ نیز حضور داشت که با قرار گرفتن در جایگاه پنجم از دستیابی به گردن آویز بازماند.